# Акбулякъарка
Акбулякъарка (баш.  Аҡбүләкарҡа) — горный хребет на Южном Урале. Находится на территории Белорецкого района Башкортостана. Высшие точки 583 и 575 м.
Хребет Акбулякъарка относится к хребтам Башкирского (Южного) Урала, расположенном в Белорецком районе Башкортостана.
Хребет растянулся вдоль меридиана от рек Рау и Сухояж (притоки реки Инзер).
Длина хребта — 12 км, ширина — 5 км; высота — до 583 м.
Хребет состоит из алевролитов, известняков, доломитов, песчаников и сланцев катавской, инзерской и миньярской свит верхнего рифея.
Ландшафты — берёзово-сосновые леса.

## Топонимика
Название произошло от башкирских слов аҡ — белый, чистый; бүләк — лесной надел; арҡа — хребет.